# Cantó de Colombey-les-Belles
El cantó de Colombey-les-Belles és un cantó francès del departament de Meurthe i Mosel·la, situat al districte de Toul. Té 31 municipis i el cap és Colombey-les-Belles.

## Municipis
- Aboncourt
- Allain
- Allamps
- Bagneux
- Barisey-au-Plain
- Barisey-la-Côte
- Battigny
- Beuvezin
- Colombey-les-Belles
- Courcelles
- Crépey
- Dolcourt
- Favières
- Fécocourt
- Gélaucourt
- Gémonville
- Germiny
- Gibeaumeix
- Grimonviller
- Mont-l'Étroit
- Pulney
- Saulxerotte
- Saulxures-lès-Vannes
- Selaincourt
- Thuilley-aux-Groseilles
- Tramont-Émy
- Tramont-Lassus
- Tramont-Saint-André
- Uruffe
- Vandeléville
- Vannes-le-Châtel

## Història
| Data d'elecció                           | Identitat    | Partit                           | Qualitat |
| ---------------------------------------- | ------------ | -------------------------------- | -------- |
| 1945-1949                                | M. Galland   | Divers droite                    |          |
| 1949-1955                                | M. Josset    | PRL                              |          |
| 1955-196.                                | M. Galland   | RGR                              |          |
| 196.-1967                                | M. Becker    | UDR                              |          |
| 1967-1978                                | Mme Leclerc  | RI                               |          |
| 1978-                                    | Michel Dinet | Grup Socialista i Republicà (PS) |          |
| les dades anteriors no són pas conegudes |              |                                  |          |
|                                          |              |                                  |          |

## Demografia
| A partir de 1990: Població sense dobles comptes |